# Шрідгара Ґосвамі
Бгакті Ракшака Шрідгара Дева Ґосвамі (англ. Bhakti Rakshaka Shridhara Deva Goswami, 10 жовтня 1895, Хапанія, округ Бурдван, Бенгалія — 12 серпня 1988, Навадвіпа, Західна Бенгалія) — Ґаудія-вайшнавський релігійний діяч, ґуру, богослов та письменник; учень Бгактісіддганти Сарасваті і старший духовний брат Бгактіведанти Свамі Прабгупади, засновник Ґаудія-вайшнавської релігійної організації «Шрі Чайтан'я Сарасват Матх».

## Родовід
Батька Шрідгара Ґосвамі звали Упендра Чандра Дева Шарма Бхаттачар'я-Від'яратна, а мати — Ґаурі Бала Деві. брахманський рід батька походить від мудреця на ім'я Раджаріші Ватсйа і відомий як Раджаріші Ватра-ґотра. Рід матері також відноситься до бгаттачар'я-брахманів.
Оскільки представники лінії предків (сат-пуруш) Шрідгара Ґосвамі займалися переважно здійсненням релігійних жертвоприношень і поклоніння (паурохітією), а також навчанням цьому інших, вони носили титул Бхаттачар'я. Серед них були духовні вчителі, які мали тисячі учнів. Крім того, у цій династії було прийнято володіння землею і заняття землеробством. Однак на першому місці завжди була санскритська вченість.